# 金石昭人
金石 昭人（かねいし あきひと、1960年12月26日 - ）は、岐阜県加茂郡白川町出身の元プロ野球選手（投手）、解説者・実業家。

## 経歴

### プロ入り前
岐阜県加茂郡白川町立白川中学校時代、体育大会での走り高跳びの記録は未だに破られていない。
PL学園高校では1年上に米村明、同期で後にプロでも同僚となる西田真二という好投手がいたために大舞台を踏む機会が無かったが、2年次の1977年には春季近畿大会府予選決勝で先発を任され、山本昭良、香川伸行を中心打者とする浪商を大差で降す。3年次の1978年は春夏の甲子園に出場し、春の選抜では準々決勝で箕島高に敗退するもベンチ外であった。夏の選手権は決勝で高知商を降し優勝を果たすが、自身の登板機会はなかった。他の高校同期に木戸克彦、谷松浩之がいた。
同年オフにドラフト外で広島東洋カープへ入団する。この入団には伯父の金田正一及び叔父の金田留広の口添えがあった、と後に本人が述懐している。ちなみに3人で通算600勝している。

### プロ入り後
入団から3年目の1981年までは一軍登板ゼロだったが、1年目の1979年から高橋慶彦の専属打撃投手に指名されたため、二軍登録のまま一軍に帯同することが多かった。
プロ4年目の1982年に一軍初登板。
1985年に一軍に定着。同年4月18日の対ヤクルトスワローズ戦（明治神宮野球場）では6回4失点の投球で、プロ入り7年目にして初勝利を記録した、同月25日の対横浜大洋ホエールズ戦（横浜スタジアム）では9回2失点で初の完投勝利を飾った。
1986年には195 cmという飛び抜けて恵まれた身長と、その身長が生み出す落差あるフォークを武器に8月29日の対中日ドラゴンズ戦（広島市民球場）では延長12回途中まで投げ、1失点でプロ入り初の2桁勝利を挙げた。10月5日の対中日戦（広島市民球場）、同月10日の対阪神タイガース戦（阪神甲子園球場）では2試合連続で完封勝利を飾った。シーズンでは26試合登板・12勝6敗・防御率2.68という記録を残し、2年ぶりのリーグ優勝に貢献。西武ライオンズとの日本シリーズでは10月23日の第3戦（西武ライオンズ球場）に先発して8回まで好投、同月27日の最終第8戦（広島市民球場）にも先発し、3回に相手先発の東尾修から自ら先制2点本塁打を放つも、秋山幸二に同点2点本塁打を打たれてその際に話題となったバック宙ホームインをやられ、8回にはジョージ・ブコビッチに決勝二塁打を喫して敗戦し日本一はならなかった。
1989年に7勝1敗の好記録を残すが、87年以降故障や不振で必ずしも満足な成績を残すことができなかった。
1990年、6月2日の対読売ジャイアンツ戦（東京ドーム）に先発した際、ウォーレン・クロマティに敬遠球を打たれ、外野手・西田の頭上を越えるサヨナラ安打を打たれた。この試合では植田幸弘が捕手を務めていたが、出場しなかった達川光男に「ちゃんとお前が外さんからこうなるんじゃ」と厳しく説教された。
1991年の西武との日本シリーズでは3試合にリリーフ登板するが、10月26日の第6戦（西武）では6回に打ち込まれて敗戦投手となる。同年のベースボール・マガジン社のプロ野球選手名鑑では195 cmであったが、後に身長はプロ入団後も2 cm伸びたと語り、公称も197 cmになった。同年12月16日に津野浩との交換トレードで日本ハムファイターズへ移籍。
1992年、4月8日の対近鉄バファローズ戦（藤井寺球場）で移籍後初勝利、7月11日の対千葉ロッテマリーンズ戦（千葉マリンスタジアム）では1点リードで迎えた6回裏二死一、二塁の場面で4番手で登板。7回裏に青柳進に逆転2点本塁打を打たれるが、9回表に味方が2点取って逆転し勝利投手で、両リーグで10勝一番乗りとなった。最終的には自己最多の14勝を挙げ復活を果たす。
1993年には開幕投手がキャンプで内定していたが、オープン戦中に行われた福岡ドーム完成記念のパ・リーグトーナメント対福岡ダイエーホークス戦にて吉永幸一郎が放った打球を右足に受け右足第二中指を骨折してしまい出遅れる。復帰後1試合だけ先発したが、当時の抑えを務めていた新人の山原和敏が故障してしまいリリーフが手薄だったチーム事情から抑えに転向して9勝13セーブ、防御率2.09と好成績を残し田村藤夫と共に最優秀バッテリー賞を受賞。
1994年はチームが低迷し登板機会が限られる中でも18セーブを挙げるなど、安定した成績を残した。
1995年にFA権を取得して日ハムに宣言残留、年俸は初の1億円超えとなった。日本ハム時代は名護キャンプの宿舎の部屋を選手やスタッフが集まれるように開放し、岩本勉や片岡篤史曰く、わざわざレンタル冷蔵庫を借り、大量の酒を用意するなどの念の入れ様であった。
1996年は前年から台頭してきた島崎毅とのダブルストッパーを形成し、終盤のブルペンを支えるなどチームの2位に大きく貢献した。しかし8月末の登板を最後にこの年は終わった。
1997年は島崎を抑えに専念させるチーム方針から、先発再転向に挑戦するもキャンプではスロー調整で紅白戦未登板、オープン戦でも結果が残せないままシーズンに入り初登板初先発では滅多打ちに合い二軍落ち、後半戦にリリーフで復帰も思うような結果が残せずに登板数が激減。移籍後ワーストの成績で14年ぶりの未勝利に終わった。同年10月3日に戦力外通告を受けて自由契約選手となり、叔父の正一には「福岡ダイエーホークスに入団した方がまだプロで生き残れるからダイエーに行け」と言われたが、金石は「私は金田家の人間じゃなく、金石家の人間です。自由にさせてくれ」と言って1998年2月に巨人の春季キャンプへ参加。同月26日にテストに合格し、翌27日に入団が発表され、背番号「19」、推定年俸5000万円で契約。
1998年、4月3日のヤクルトとの開幕戦（明治神宮野球場）で9回裏二死で高校の後輩でもある7歳下の先発・桑田真澄をリリーフし、辻発彦から奪三振で移籍後初セーブを挙げる。同月5日の同じく対ヤクルト戦（明治神宮野球場）で2セーブ目を挙げたが、これが自身最後のセーブとなった。同年にオリックス・ブルーウェーブから移籍してきた野村貴仁と共に抑えの切り札として期待されたが、かつての輝きは取り戻せず次第に打ち込まれた。同月18日の対阪神戦（東京ドーム）では9回に安打と四球で降板し、その後に登板した野村も打たれて移籍後初敗戦。5月6日の対横浜ベイスターズ戦（東京ドーム）で、巨人が6対4と2点リードした8回表二死二塁の場面で野村に代わり抑えとして登板したが、この回は抑えたものの9回表一死から二塁打と四球を暴投で二塁走者が三塁進み、進藤達哉に逆転3点本塁打を打たれて巨人は6対7で敗れる。この試合を境に登板が激減し、主に中継ぎとして13試合に登板するも2敗2セーブと勝ち星をあげることはできず、同年10月1日に現役引退を表明。同月3日に行われた広島との最終戦（東京ドーム）で、PLの後輩・吉村禎章や広島時代からの同僚・川口和久と共に引退セレモニーが実施された。背番号19は同年オフのドラフト会議で1位指名された上原浩治に継承された。

### 引退後
1999年からテレビ東京野球解説者となる。
2000年に元バドミントン選手でキャスターの陣内貴美子と結婚。婚姻届の提出日は金石たっての希望で、早世した実母の命日である8月26日とした。結婚式の司会は現役時代から親交のあるフジテレビアナウンサーで、両名とも大のカープファンである福井謙二・西山喜久恵が担当した。陣内と婚約している時にたまたま陣内宅に押し入った強盗と遭遇し、包丁をもっていた強盗に対し、素手で立ち向かい、陣内と2人で取り押さえ、話題になった。
2004年には日本ハムの北海道移転に伴い北海道放送解説者に就任。
2005年から2011年までスカイ・A、2012年からはJ SPORTSの解説も務めている。
2014年からはテレビ新広島の解説も担当し、さらに解説業の傍らで東京都品川区の『寿司 かねいし』と港区に二店舗、広島風お好み焼き・鉄板焼き店『かねいし』も経営している。

## 詳細情報

### 年度別投手成績
| 年 度      | 球 団      | 登 板 | 先 発 | 完 投 | 完 封 | 無 四 球 | 勝 利 | 敗 戦 | セ 丨 ブ | ホ 丨 ル ド | 勝 率 | 打 者 | 投 球 回 | 被 安 打 | 被 本 塁 打 | 与 四 球 | 敬 遠 | 与 死 球 | 奪 三 振 | 暴 投 | ボ 丨 ク | 失 点 | 自 責 点 | 防 御 率 | W H I P |
| ---------- | ---------- | ----- | ----- | ----- | ----- | -------- | ----- | ----- | -------- | ----------- | ----- | ----- | -------- | -------- | ----------- | -------- | ----- | -------- | -------- | ----- | -------- | ----- | -------- | -------- | ------- |
| 1982       | 広島       | 2     | 0     | 0     | 0     | 0        | 0     | 0     | 0        | --          | ----  | 12    | 2.2      | 5        | 0           | 0        | 0     | 0        | 2        | 0     | 0        | 2     | 2        | 6.75     | 1.88    |
| 1983       | 広島       | 10    | 1     | 0     | 0     | 0        | 0     | 0     | 0        | --          | ----  | 59    | 12.2     | 19       | 1           | 2        | 0     | 0        | 6        | 1     | 1        | 10    | 9        | 6.39     | 1.66    |
| 1985       | 広島       | 23    | 18    | 6     | 0     | 1        | 6     | 9     | 0        | --          | .400  | 483   | 110.2    | 114      | 12          | 45       | 0     | 4        | 51       | 1     | 0        | 66    | 62       | 5.04     | 1.44    |
| 1986       | 広島       | 26    | 25    | 5     | 2     | 2        | 12    | 6     | 0        | --          | .667  | 638   | 158.0    | 137      | 13          | 39       | 2     | 4        | 105      | 3     | 0        | 54    | 47       | 2.68     | 1.11    |
| 1987       | 広島       | 14    | 13    | 3     | 0     | 1        | 5     | 5     | 0        | --          | .500  | 349   | 85.0     | 83       | 7           | 18       | 4     | 1        | 56       | 1     | 1        | 29    | 24       | 2.54     | 1.19    |
| 1988       | 広島       | 6     | 4     | 0     | 0     | 0        | 2     | 2     | 0        | --          | .500  | 116   | 27.2     | 28       | 1           | 8        | 1     | 1        | 26       | 2     | 0        | 11    | 10       | 3.25     | 1.30    |
| 1989       | 広島       | 17    | 11    | 1     | 1     | 0        | 7     | 1     | 0        | --          | .875  | 337   | 82.2     | 77       | 2           | 21       | 0     | 1        | 47       | 2     | 0        | 26    | 22       | 2.40     | 1.19    |
| 1990       | 広島       | 24    | 16    | 4     | 1     | 1        | 4     | 8     | 0        | --          | .333  | 459   | 104.0    | 128      | 10          | 29       | 1     | 2        | 62       | 2     | 0        | 67    | 57       | 4.93     | 1.51    |
| 1991       | 広島       | 31    | 10    | 0     | 0     | 0        | 4     | 7     | 2        | --          | .364  | 375   | 90.1     | 83       | 9           | 26       | 3     | 3        | 53       | 2     | 0        | 36    | 33       | 3.29     | 1.21    |
| 1992       | 日本ハム   | 28    | 25    | 13    | 1     | 3        | 14    | 12    | 0        | --          | .538  | 772   | 183.2    | 188      | 16          | 47       | 6     | 8        | 98       | 10    | 0        | 87    | 77       | 3.77     | 1.28    |
| 1993       | 日本ハム   | 32    | 1     | 0     | 0     | 0        | 9     | 1     | 13       | --          | .900  | 271   | 69.0     | 58       | 4           | 16       | 3     | 3        | 30       | 3     | 0        | 17    | 16       | 2.09     | 1.07    |
| 1994       | 日本ハム   | 37    | 0     | 0     | 0     | 0        | 6     | 3     | 18       | --          | .667  | 363   | 86.0     | 93       | 2           | 24       | 3     | 4        | 34       | 5     | 0        | 24    | 24       | 2.51     | 1.36    |
| 1995       | 日本ハム   | 32    | 0     | 0     | 0     | 0        | 2     | 3     | 25       | --          | .400  | 150   | 35.2     | 30       | 2           | 15       | 3     | 1        | 21       | 1     | 0        | 10    | 8        | 2.02     | 1.26    |
| 1996       | 日本ハム   | 28    | 0     | 0     | 0     | 0        | 1     | 1     | 20       | --          | .500  | 111   | 25.2     | 32       | 1           | 6        | 1     | 1        | 12       | 0     | 0        | 6     | 6        | 2.10     | 1.48    |
| 1997       | 日本ハム   | 6     | 1     | 0     | 0     | 0        | 0     | 1     | 0        | --          | .000  | 22    | 4.2      | 9        | 2           | 0        | 0     | 0        | 1        | 0     | 0        | 5     | 5        | 9.64     | 1.93    |
| 1998       | 巨人       | 13    | 0     | 0     | 0     | 0        | 0     | 2     | 2        | --          | .000  | 63    | 12.2     | 20       | 2           | 6        | 0     | 0        | 6        | 1     | 0        | 15    | 8        | 5.68     | 2.05    |
| 通算：16年 | 通算：16年 | 329   | 125   | 32    | 5     | 8        | 72    | 61    | 80       | --          | .541  | 4580  | 1091.0   | 1104     | 84          | 302      | 27    | 33       | 610      | 34    | 2        | 465   | 410      | 3.38     | 1.29    |

### 表彰
- 月間MVP：2回 （投手部門：1992年5月[29]、1993年7月[30]）
- 最優秀バッテリー賞：1回 （1993年 捕手：田村藤夫）

### 記録
初記録
- 初登板：1982年6月25日、対阪神タイガース9回戦（阪神甲子園球場）、7回裏に5番手で救援登板・完了、2回無失点
- 初奪三振：同上、8回裏に小林繁から
- 初先発登板：1983年10月21日、対ヤクルトスワローズ26回戦（広島市民球場）、2回2失点
- 初勝利・初先発勝利：1985年4月18日、対ヤクルトスワローズ3回戦（明治神宮野球場）、6回4失点
- 初完投勝利：1985年4月25日、対横浜大洋ホエールズ2回戦（横浜スタジアム）、9回2失点
- 初完封勝利：1986年10月5日、対中日ドラゴンズ24回戦（広島市民球場）[10]
- 初セーブ：1991年5月9日、対読売ジャイアンツ5回戦（東京ドーム）、7回裏に2番手で救援登板・完了、3回1失点

節目の記録
- 1000投球回：1994年8月20日、対千葉ロッテマリーンズ21回戦（東京ドーム） ※史上256人目

その他の記録
- オールスターゲーム出場：2回 （1986年、1992年）

### 背番号
- 47 （1979年 - 1991年）
- 23 （1992年 - 1997年）
- 19 （1998年）

## 関連情報

### 著書
- 『裸の野球人　内面の弱さを克服し、打者との心理戦に勝つために私は敵・味方を欺き、自分をも騙す演技を身につけた』（ロングセラーズ、2000/6、ISBN 978-4845406555）

### 関連書籍
- 『PL学園OBはなぜプロ野球で成功するのか?』（橋本清(著)、ぴあ、2009/3、橋本清が第5章で金石を取材、ISBN 978-4835617282）

### 出演番組
- 侍プロ野球
- HBCファイターズナイター
- GAORAプロ野球中継
- J SPORTS STADIUM
- 「がんばろう東北」東北楽天ゴールデンイーグルス野球中継
- Enjoy! Baseball（テレビ新広島）
- はぴねすくらぶ
- スカイ・Aスタジアム LIVE RAKUTEN わしづかみ
- 断然 パ・リーグ主義!!
- 全力闘球 - 出演していたテレビ東京のプロ野球中継の現行タイトル。
- カープ道（広島ホームテレビ）
  - #52｢元選手に会える店～第2弾～飲食店のススメ｣ （2017年3月18日）
  - #139 #140｢カープ道的!!カープ平成史を振り返る｣（2019年4月17日・24日）